# Хёбон
Хёбон Вонмён Сыним (кор. 효봉원명?, 曉峰元明?; 1888—1966) — корейский мастер дзэн.

## Биография
Родился в 1888 году в Пхеньяне. Первый кореец, который поступил и окончил юридическую школу университета Васэда в Токио, Япония. Вернувшись в Корею в 1913 году, стал первым корейцем, получившим разрешение от оккупационного правительства Японии занять должность судьи. На этом посту, в Верховном Суде Пхеньяна, являвшегося тогда столицей Кореи, прослужил до 1925 года.
В то время, многие корейцы упорно сопротивлялись японским законам и оккупационным правилам. И ему часто приходилось выносить приговоры своим соотечественникам, обвинённым в антияпонских действия, что породило в нём сильный внутренний конфликт. После десяти лет службы ему пришлось вынести смертный приговор. После этого случая он задумался о состоятельности всей юридической системы и общества, что её поддерживало. Решив, что не может больше заниматься этой работой и, не сказав никому ни слова, он покинул должность, семью и дом, где жил, став бродячим продавцом.
В течение следующих трёх лет бродил по всей стране, зарабатывая на жизнь мелкой торговлей. Всё это время рассуждал, как он может достичь истинной и достойной уважения человеческой жизни. В конце концов, решил уйти в монастырь и начать заниматься медитацией.
Относительно позднее начало монашеской жизни, в 39 лет, подвигло его предпринять серьёзные усилия в буддийской практике. Несколько лет он провёл в концентрации над хваду Му, за своё упорство в сидячей медитации заработав прозвище «каменная задница». В 43 года он построил небольшую хижину и запечатал себя изнутри, оставив лишь небольшое отверстие, через которое передавали еду. Полтора года он провёл не выходя на свет, в полном одиночестве, после чего обрёл просветление. Хёбон написал о своём пробуждении следующее стихотворение:
На дне океана, олень высиживает яйцо в ласточкином гнезде, 
В самом сердце огня, рыба заваривает чай в паучьей сети.
Кто знает, что творится в этом мире?
 Белые облака плывут на запад, Луна восходит на востоке.
После этого Хёбон Суним практиковал медитацию во многих монастырях Кореи. Встречаясь с учителями и получая от них подтверждение своего постижения он стал известен по всей Корее. В 1946 году стал главным учителем монастыря Сонкванса. В 1966 году стал духовным главой ордена Чоге и сохранял этот пост до своей смерти.
Дзэн-мастер Хёбон умер 14 мая 1966 года в возрасте 78 лет сидя в позе лотоса. Прямо перед смертью он поднял кисть и написал стихотворение:
Всё учение моей жизни, 
Было, как шестой палец на руке.
Если кто-то спросит меня о том, что произошло сегодня.
 Я отвечу, — круглая Луна отражается в тысяче рек.
Опустив кисть, он тихо ушёл, окружённый своими учениками.